# キックボクシング

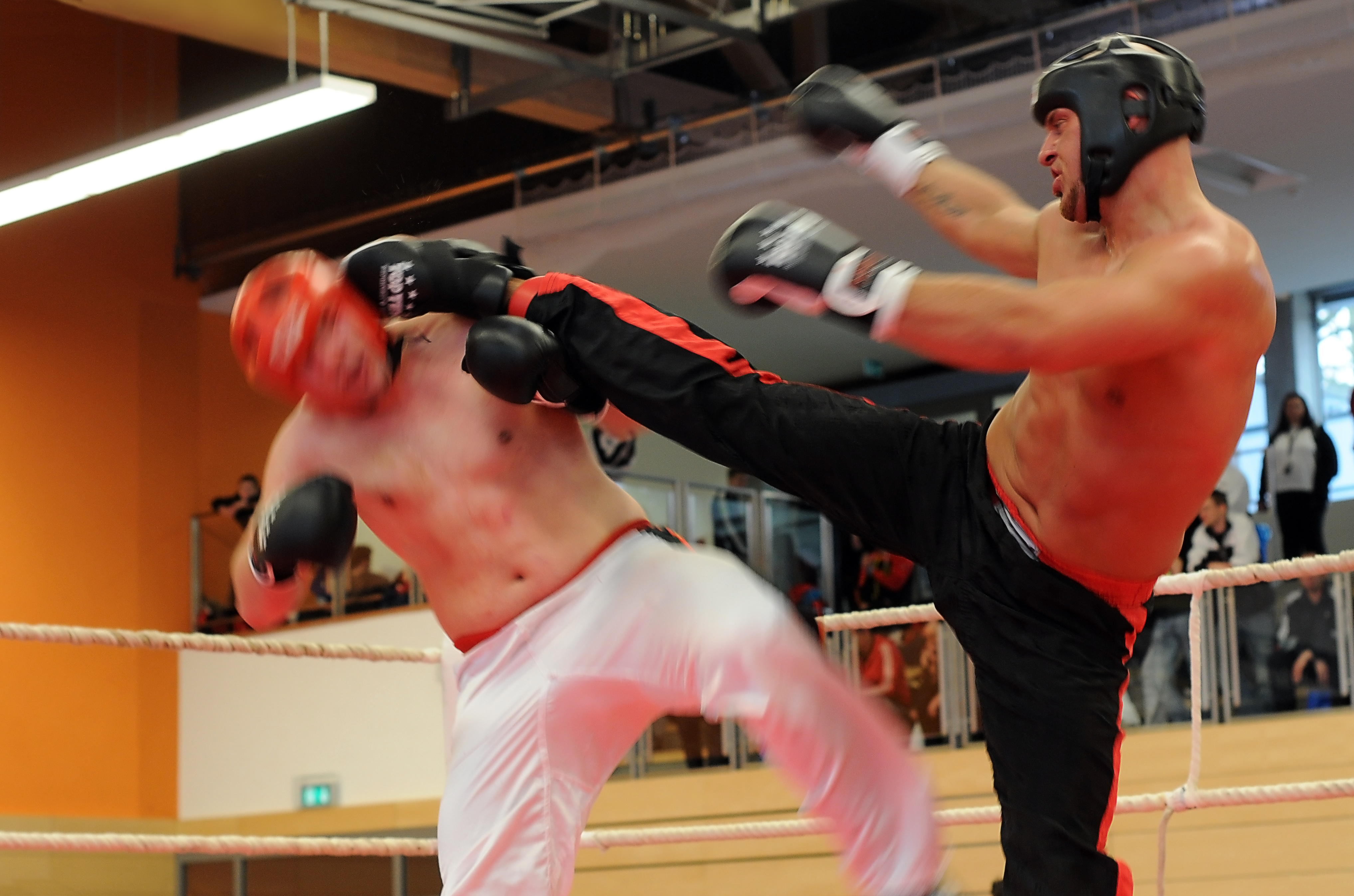
2010年オープンのドイツ

キックボクシング（英: kickboxing）とは、グローブを着用し、パンチ、キック、膝蹴り、肘打ちなどの打撃を駆使して戦う立ち技格闘技。1966年に日本のプロモーターである野口修がムエタイを参考にして考案。野口が設立した日本キックボクシング協会では沢村忠が活躍し、全日本キックボクシング協会とともに人気を博した。1980年以降は団体の分裂、新設が相次ぐ中、1993年に石井和義によってK-1が創設され、世界規模の格闘技興行へと発展。
2010年代に入るとアジアでONE Championship、ヨーロッパでGLORYが台頭し、日本ではRISEを主戦場とする那須川天心が活躍し、プロ通算42戦42勝28KOの成績を残した。他方、1993年以降アメリカでUFC、日本でPRIDE、RIZINなどの総合格闘技団体が人気を博し、キックボクサーが総合格闘家またはボクシングに転向するケースも増えている。

## 歴史

### キックボクシング成立前史
1959年（昭和34年）12月20日、東京都台東区の浅草公会堂でサノン・ETC対ベライノ・チールムーンという、タイ人同士によるムエタイの試合が日本で初めて開催された。日本拳法空手道の創始者・山田辰雄は直接打撃制による空手の試合化を目指しており、その研究の一環としてムエタイに興味を示す。既に山田は同年11月に「新スポーツの発足と其企業化計画草案大綱」なる企画書を発表し、新スポーツ「空手ボクシング（仮称）」を提唱した。この企画書の中で山田は「昭和35年の新春を期して、当方競技とやや同系類に属する『タイ国拳法選士団』を招聘」すると発表した。浅草公会堂で行われたムエタイ試合が山田が招聘したものかどうかは判然としないが、山田が日本で初めてムエタイに関心を示した空手家の一人だったことは確かである。山田は早速、飯田橋の道場にムエタイ・前チャンピオンのカウキー（カウイとも）を招待して、息子の山田侃にスパーリングの相手をさせ、ムエタイの研究を始めた。このカウキーを山田の元へ連れてきたのが野口修だった。1961年（昭和36年）、山田が発行した『日本拳法空手道教本』創刊号には、既にカウキーの写真が掲載されており、この時既に山田は空手とムエタイを融合させた新スポーツの構想を膨らませていた。
1962年（昭和37年）、山田は空手ボクシングを「第一回空手競技会」として後楽園ホールで開催した。これはノックアウト（打倒勝）、体重別階級、グローブ着用などのルールを採用して行われた。後のキックボクシングやフルコンタクト空手に先駆ける画期的試みだったが、寸止めルールを採用する当時の空手界からは黙殺され、新聞でも「ナグるケる木戸ご免」、「正統派？うたう空手競技会」などと酷評された。山田の早すぎた試みは結局挫折に終わった。一方、野口修は1962年（昭和37年）8月24日に後楽園ホールで開催された日本で二度目のムエタイ試合を観戦して感激し、空手対ムエタイの興行の可能性を感じた。早速野口は空手家にこの構想を打診するが、この時の相談相手が大山倍達（当時大山道場、のちの極真会館）と山田辰雄だった。1963年（昭和38年）、大山道場から黒崎健時・中村忠・藤平昭雄がタイ王国のバンコクへ向かい、空手対ムエタイの交流戦に参加した。当地では「日本から空手が殴り込みに来た」と大変な反響を巻き起こした。結果は2勝1敗で大山道場勢が勝ち越したものの、敗れた黒崎は打倒・ムエタイを誓い、1969年（昭和44年）にキックボクシングの目白ジムを創設して、大沢昇・島三雄・藤原敏男らを輩出した。

### キックボクシングの成立
タイ王国での成功に自信をつけた野口修は、1966年（昭和41年）1月30日、キックボクシングの名称を考案して日本キックボクシング協会を設立。空手家やボクサーなど異なる武道・格闘技のバックボーンを持つ選手を集め、4月11日に大阪府立体育会館で初めての興行を開催した。この時、直前になって突然大山倍達から「都合があって、申し訳ないが、どうしても選手を出せない」と辞退の連絡を受けた。山田辰雄の道場の選手だけでは試合に足りないことに慌てた野口が、急遽出場を依頼した一人に日大芸術学部空手部・剛柔流空手出身の沢村忠がいた。野口はボクサーであるライオン野口（野口進、元ボクシング日本王者で野口ボクシングジム創始者）の長男であり、帝拳ジムでボクシング業界裏方修行を積んだ、プロモーターの申し子のような人物であった。もともと存在したツテを生かしてテレビ局に対しても積極的に売り込んでいった。野口の政治力、熱意なしに国内に根付くことはなく、野口は“キックボクシング”を商標登録していた。キックボクシングは全国的なブームを巻き起こし、在京の民放4局では沢村忠がエースの『YKKアワー キックボクシング中継』（TBSテレビ）、大沢昇がエースの『キックボクシング』『ゴールデン・キックボクシング』（日本テレビ）、山崎照朝がエースの『ワールドキックボクシング』（NETテレビ）、藤原敏男がエースの『キックボクシング中継』（東京12チャンネル）を独自に毎週レギュラー放映するほどの人気に至った。
日本拳法空手道は創始者・山田辰雄が亡くなった1967年（昭和42年）以降もキックボクシングへ協力し、錦利弘はキョードー東京のスター選手となり、日本人としては初めてタイ人現役ランカーにKO勝利。日本拳法空手道が組織として関わったのは『ワールドキックボクシング』で、江口和明（初代バンタム級チャンピオン）らを選手として送った。極真会館はキックボクシング成立以前からプロ空手の立ち上げを狙っていたが、キックボクシングが成立後にNETテレビから誘いを受け、極真ジムを立ち上げて山崎照朝（オープントーナメント全日本空手道選手権大会チャンピオン）・添野義二・及川宏ら選手を『ワールドキックボクシング』へ送り込んだ。1969年（昭和44年）春には東京12チャンネルが、岡村プロモーションを通じて黒崎健時の目白ジムと提携し、同年の8月2日からテレビ中継を開始。1971年（昭和46年）には日本テレビで中継していた協同プロモーションの賛同も得て、石原慎太郎がコミッショナーを務める第2の団体全日本キックボクシング協会が設立され、日本テレビの協同プロモーションと東京12チャンネルの岡村プロモーションによる「八階級全日本統一王者決定戦」を日本武道館で行うなど、日本キックボクシング協会と双璧をなす団体にまで成長した。
1969年には日本の大学で初の『日本大学キックボクシング同好会』を同大学生であった山崎照朝が結成。同好会は後に部へ昇格し、1972年10月には全日本学生キックボクシング連盟が発足され、山崎は同連盟の設立に尽力した。
1970年代に入ると、野口プロモーションは五木ひろしの興行による莫大な利権でナベプロ、ホリプロとの賞レースに参入するなど世間を賑わせていた。その反面、もう一つの興行の柱であるキックボクシングは凋落の道を辿っていた。オイルショック後の大不況、日本テレビやTBSの放送打ち切り、沢村忠の休業（のち引退）で興行成績・人気はみるみる下降した。日本をあきらめ香港での試合出場に本腰を入れるも当地での事故発生で興行不能となる。日本のキックボクシング界は統合に向かって進んでいったが焼け石に水であった。

### 分裂期
1984年（昭和59年）に、日本のキックボクシングの7団体のうち4団体が解散し合同して日本キックボクシング連盟を設立。同年11月30日に、後楽園ホールで旗揚げを行う。1985年（昭和60年）に、日本キックボクシング連盟の元理事長で、六本木で「朋昌」という会社を営んでいた実業家の石川勝将が「マーシャルアーツ日本キックボクシング連盟」を設立。石川は、同団体を追放された形でMA日本を設立した。1987年（昭和62年）7月に、マーシャルアーツ日本キックボクシング連盟に所属していたジムが同連盟を離脱し、全日本キックボクシング連盟を創設した。この際、ジムのみならず、認定していた5階級の現役王者全員が全日本キックに流出した。1996年（平成8年）に入ると、全日本キックが完全に分裂し、当時同団体の理事長を務めていた藤田眞と所属していたジムの大半が離脱。ニュージャパンキックボクシング連盟（以降、NJKF）を結成。1997年（平成9年）10月に「オールジャパンエンタープライズ」が倒産したため、全日本キックボクシング連盟が解散。直後に、有力ジムにより同連盟が立ち上げられ、活動を再開した。1997年（平成9年）に全日本キック所属のジム「アクティブJ」が新団体のJ-NETWORK（以降、J-NET）を結成した。また、全日本キック傘下のジムとして主催興行を予定していた1997年（平成9年）12月21日をJ-NETの旗揚げ興行とし、その日に興行を行った。1998年（平成10年）6月14日に、八王子FSGを中心としたジムが記者会見を開き、彼らは全日本キックを離脱し、キック・ユニオン（K-U）を結成すること明らかにした。

### K-1の登場
1990年代になりテレビ界とのコネクションをつけてフルコンタクト空手の大会を催していた石井和義が、キックボクシングの亜流ルール（肘打ちを禁止する欧州ムエタイルールをアレンジしたもの）で空手・ボクシング・ムエタイなど、多くの立ち技系格闘技の選手を招き、テレビ局との共催で打撃系格闘技世界最強を決めると称する大会「K-1」を立ち上げ、人気を博す。肘打ちを禁じて流血する度合いを減らし、首相撲によるクリンチ状態になると早めにブレイクして膠着した試合を防いだ。見る側であるオーディエンスに配慮したルール制定と、派手な演出でブームを呼び起こした。

### 新団体の設立
2006年（平成18年）5月に、新日本キックボクシング協会所属の藤ジムが離脱を表明し、天空キックボクシング協会の設立を表明。元々は興行を開催する事務局だったが、藤ジム会長の加藤重夫の「団体として確立させないと、試合の意義がただのジム対抗戦となり、それでは選手にとって可哀想であることと、ファンにとっても、単に試合があっただけという一過性のままで終わらせるのは良くない」という理由により団体として設立させることを決め、加藤は協会の会長に就任した。12月にアメリカ合衆国オクラホマ州に本部を置く全世界キックボクシング連盟（UKF）の日本進出の足がかりとして、UKFジャパンが設立。理事長には、かねてよりUKFと親交のあった羽田善彦が選ばれた。
2008年（平成20年）2月12日にタイ・バンコクで、山根千抄がWBCムエタイ会長のゴーヴィット・パックディーブーム（WBC副会長兼務）と、ジャパン・プロフェッショナル・ムエタイ・コミッション（以下、JPMC）が日本におけるWBCムエタイが認可する唯一の組織であるという調印を交わした。3月3日にJPMC設立（NPO法人申請中）のプレスリリースを公表し、JPMCが日本におけるWBCムエタイへの唯一の窓口とした。同年10月1日に、JPMCの正式名称を、「コミッション」から委員会を意味する「コミッティ」に改称。同時に、JPMCをWBCムエタイルールに基づくプロのムエタイ活動の窓口として組織を再構することを発表。
2009年（平成21年）6月13日に、東京都でJPMC、NJKF、MA日本が共同で記者会見を開き、「WBCムエタイルール日本統一王座決定トーナメント」の開催を発表。7月中旬に全日本キックボクシング連盟代表の金田敏男が逮捕されたことにより、同団体が解散。9月23日、「WBCムエタイルール日本統一王座決定戦」において、フライ級・バンタム級・スーパーバンタム級・フェザー級の4階級で初代日本統一王者が誕生。
2010年（平成22年）1月23日、M-1ムエタイチャレンジが中心となってジャパン・マーシャルアーツ・ディレクターズ（JMD）の発足を発表。世界プロムエタイ連盟（WPMF）の日本本部としてJMDがWPMFルールを管轄する。JMDにはムエタイの他、独自ルールのR.I.S.E.も参加していたが、2011年に離脱。その後、WBCムエタイを離脱したMA日本が加わった。
2016年（平成28年）11月22日、国内複数の団体と連携して統一を図る一般社団法人キックボクシング振興会の発足を発表。

## 世界のキックボクシング

### ヨーロッパ
大山道場（後の極真会館）で修業したジョン・ブルミンが1962年に帰国しオランダで「オオヤマ道場」を設立。空手と柔道を教え、オランダに空手が広まる。その後、大山道場師範代だった黒崎健時が1966年に11ヶ月間オランダで指導し、キックボクシングの技術も伝えた。黒崎がキックボクシングに転向し設立した目白ジムで修行したヤン・プラスが母国のオランダに目白ジム・アムステルダムを設立。トム・ハーリックが設立したドージョー・チャクリキ、目白ジム・アムステルダムの創設メンバーの一人だったヨハン・ボスが設立したボスジムと共に「オランダ三大ジム」と称されている。

### アメリカ
1970年代、アメリカでは伝統派空手が普及しており、試合は寸止めでポイントを争う試合が一般的だったが、1970年1月17日に開催された空手大会ではスペシャルマッチとしてロサンゼルスで初めて、直接打撃する試合が行われた。選手はボクシングリングで上半身裸にボクシンググローブ着用、下半身は空手着という格好で、ジョー・ルイスが2ラウンドKO勝ちした。ルイスが中心となり1974年、プロ空手協会（PKA）を設立した。当初の名称はフルコンタクト空手。1980年代後半あたりから、フルコンタクト・キックボクシングという呼称で呼ばれるようになった。ちなみに、フルコンタクト空手の名称はこちらがオリジナルで、極真空手に代表されるような、日本のフルコンタクト空手とは関係は無い。プロ空手協会から分離独立した世界キックボクシング協会 (WKA)が日本のキックボクシングと提携していった。

## 女子キックボクシング
女子キックボクシングの歴史も古く、男子でさえ黎明期であった1960年代には既に女性のキックボクサーも存在していた。1974年（昭和49年）に女子プロレス以外では日本初の女子プロ格闘技団体となる日本女子キックボクシング協会が発足され、単発で興行を行った。興行は東京12チャンネル（後のテレビ東京）にて『ピンクショック!』→『激突!女子格闘技大戦争』のタイトルで中継も実施された。しかし、これらは当時大人気だった女子プロレスに対抗するべくお色気・エンタメ色が強調されたものであった。番組内では同協会とは別組織である全日本女子格闘技連盟によりマーシャルアーツやボクシングなどの試合も放送していた。
日本女子キック協会は1980年代に幕を下ろし、一部の選手はシュートボクシングや日本キックボクシング協会などに戦いの場を移す。1990年代には全日本女子プロレスにてキックボクシングルールに近い格闘技戦（団体ではグローブマッチと呼ばれた）を開始して王座も創設され、やがて異種格闘技対抗戦に発展し火が付いた。その後、シュートから多くの選手がキックに転向し、そのひとりである神風杏子が世界王座を獲得。さらに熊谷直子、三井綾、中沢夏美の「不動館三人娘」らの活躍により、競技色が強まった形で女子キックは再興された。興行内では女子ボクシングの試合も組まれ、シュガーみゆきらが転向して活躍。女子ボクシング部門は後に日本女子ボクシング協会として独立し、日本ボクシングコミッションが女子を認定する2007年（平成19年）まで続けられた。
2000年代には、柴田早千予がキック・ムエタイで合わせて8冠を獲得する活躍を見せる。そして女子総合格闘技のスマックガール（後のJEWELS）などと合わせていわゆる「ジョシカク」としてブームを築き上げ、女子キックボクサーは増加した。それに伴い、全日本・新日本などが女子のみの興行を開始。天空キックボクシング協会は元々女子限定イベントとして旗揚げされたが、翌2006年（平成18年）に男女団体化。2007年（平成19年）にはJ-NETWORKがキック界として初めてとなる女子国内王座「J-GIRLS王座」を創設した。J-GIRLSはスカイ・A sports+での中継もされている。その後もM-1ムエタイチャレンジ、ニュージャパンキックボクシング連盟も女子王座を創設している。
2009年（平成21年）にはK-1が女子部門を新設し、女子限定イベント開催に向けて動き出している。

## ルール
団体分裂の影響もあり、ムエタイに近いものから危険な技を取り除き安全性を高めたものまでさまざまなルールが存在する。特に肘や膝を用いた攻撃は流血を伴いやすく禁止されていることもある。最も極端なスタイルでは肘打ちや膝蹴りはもちろん、団体によってはスネをつかった蹴りも禁止され、腰から上のみの攻撃が許されているというものがある。

### 日本のキックボクシング
ムエタイとよく似ており、ローキック、肘打ち・ボディおよび顔面への膝蹴りを認めている。ボクシング同様3分1ラウンドで1分の休憩を挟む形式が主流で、タイ国内におけるムエタイのように休憩に2分取ることは稀である。ラウンド数は3 - 5であり、3Rは新人選手、トップ選手の場合は5Rで行ってきたが、K-1の影響もあって3Rで試合を行う例が増えてきている。ムエタイルールとの差異はポイントシステムで、膝蹴りやボディへのキックが大きなポイントとなるタイと異なり、日本の場合は比較的どの打撃も公平にスコアされる。

### ムエタイルール
ローキック、肘打ち、ボディおよび顔面への膝蹴りを認めている。タイのムエタイが賭けの対象であることもあって、ラウンド間のインターバルは2分である。しかし、国際ルールなどでは、1分または1分30秒に短縮することもある。ムエタイとキックボクシングとの違いを佐藤嘉洋は「ムエタイは技の華麗さやディフェンスのうまさ、キックボクシングは相手に与えたダメージの多さで判定する」と語っている。

### 欧州ムエタイルール
オランダで発祥したルール。欧州でいち早くムエタイが普及したオランダであったが、安全性の考慮からか肘打ちおよび頭部への膝蹴りが禁止されている。試合は3分5ラウンドで行われる。K-1の公式ルールはこの欧州ムエタイルールをアレンジしたものである。

### フルコンタクトルール
1970年代にアメリカで発祥したルール。伝統派空手から派生したため、ローキック（下段蹴り）、肘打ち、膝蹴りを禁止している。1ラウンド2分で、タイトルマッチは世界戦は12R。選手の服装は、基本は空手衣をモデルにしたサテン製のロングパンツ着用だが、トランクス・キックパンツを選ぶ選手もいる。脚には、脛当てとフットパッドと呼ばれる靴状のプロテクターの着用が義務づけられている。また、ボクシングとの差異を図るため、ボクシングではピボットブローと呼ばれて反則となる回転裏拳打ちを有効打として認めている他、1ラウンドにつき対戦相手の腰より上への蹴りを8回蹴らなくてはいけないルールが存在する。蹴りが8回に満たない場合は、ポイントが減点される仕組みである。このルールによる試合形式は、対ムエタイを標榜する日本で全く流行らず、発祥国たるアメリカでも下火になった。2005年にはこのフルコンタクトスタイルを復活させる目論みとして、フルコンタクトルールをベースに膝蹴り（首相撲は不可、ムエタイでいうテンカオのみ）を有効打に加え、腰より上へ8回蹴る決まりを廃止した独自のルールで争う「World Combat League（ワールドコンバットリーグ、通称WCL）」という団体がチャック・ノリスによって設立されたが、2009年頃より活動が途絶えている。

### インターナショナル・ルール
別名レッグキック（ローキック）・ルール。一時期の欧米ではこのルールが、“キックボクシング・ルール”とされていたことがある。1976年に世界空手協会として創設されたアメリカのWKAが1977年より全日本キックボクシング協会と提携することで独自性を確立すべく提唱したルール。ムエタイを機軸とした日本のルールとアメリカのプロ空手（フルコンタクトルール）の折衷案として、アメリカと日本や欧州の選手が同じリングで戦えるようにするために採用された。基本は2分1ラウンドのフルコンタクトルールに大腿部の外側のみのローキックを認めたもので、膝関節や内股への打撃は禁止されていた。1980年代前半までは、選手のフルコンタクト用ロングパンツ着用と1ラウンドにつき腰より上を8回蹴るルールが義務付けられていた。ただし、足へのプロテクションはフットパッドのみで、脛当ては除外された。日本でも1980年代前半の一時期、全日本マーシャルアーツ連盟の興行では頻繁に行われていたルール。続く新生、全日本キックボクシング連盟の興行でもWKAのタイトルマッチなどの国際戦ではこのルールが採用されていた。ただ、この時期より、ロングパンツの着用や8キックカウントは徐々に除外されるようになった。アメリカではWKA以外ではKICKという団体が世界タイトル戦のみで採用していたルールだが、やがてWKAを含む多くの団体が、このルールを含む複数のルールのチャンピオンを認定するようになり、それにともない、ローキックの攻撃箇所に差異が現れるようになった。
- 国際競技空手協会#公式ルール
- 世界キックボクシング団体協会#ルール
- 世界フルコンタクト協会#ルール

## 勝敗

### アマチュア
- KO（KnockOut）：相手がダウンしたのち、10カウント以内に立ち上がれない場合やファイティングポーズをとれない場合、もしくはレフェリーがダメージ甚大と判断してカウントアウトした場合。
- 判定（英：on Point）：ラウンド毎に採点をし、より多くの点をとった選手を勝者とする。

### プロ
- KO：プロの場合、相手がノックダウンしたあと10カウント以内に立ち上がれなかった場合。
- TKO（Technical Knock Out）：どちらかの選手が明らかに不利な場合や、試合続行不可能な状態になって試合を止めた場合。
- 判定：ラウンド毎に採点をし、より多くの点をとった選手を勝者とする。

### 採点方法
採点方法は10点満点の減点方式。ノックダウン1回で2点減点、ノックダウン2回で3点の減点。ノックダウンがなかった場合、より的確にパンチを当てていた選手に10点が、そうでない選手に9点が与えられる。採点は3人のジャッジで行い、2人以上のジャッジが支持した選手を勝者とする。ジャッジが3人とも一方の選手を支持した場合をユナニマス・デシジョン、2人が支持し、もう1人が引き分けであった場合をマジョリティ・デシジョン、1人のジャッジがもう一方の選手を支持した場合をスプリット・デシジョンと呼ぶ。またどちらの選手も2名以上のジャッジの支持を得られなかった場合、ドローとなる。3名が引き分けとした場合をユナニマス・ドロー、2名が引き分けとし、もう一人がいずれかの選手を支持した場合をマジョリティ・ドロー、ジャッジ2名がそれぞれ異なる選手を支持し、もう一人が引き分けであった場合をスプリット・ドローと呼ぶ。

### 反則
試合中に以下の行為を行った場合、反則となり、レフェリーに注意を受ける。注意が重なった場合、減点対象となり、悪質な場合は失格負けとなる。
- バッティング：頭部で攻撃する。
- ローブロー：下腹部（金的）への攻撃。
- ラビットパンチ：相手の後頭部を攻撃する。
- 相手の背中側を攻撃する（キドニーブローとされる場合がある）。
- レフェリーがブレイクを命じた後に攻撃する。
- ラウンド終了のゴングが鳴った後に攻撃する。
- サミング：グローブの親指で相手の目を突く攻撃。
- オープンブロー：グローブの内側で打つ攻撃。
- 投げ技で相手を地面に投げつける攻撃（首相撲による体勢崩しを除く）
- 関節技・絞め技

以下は団体やルールによって異なる。
- 特定の打撃技（肘打ち、膝蹴り、バックハンドブロー等）
- 首相撲
- ラウンド中に規定の回数以上の蹴りを出さない。

## 服装

### アマチュア

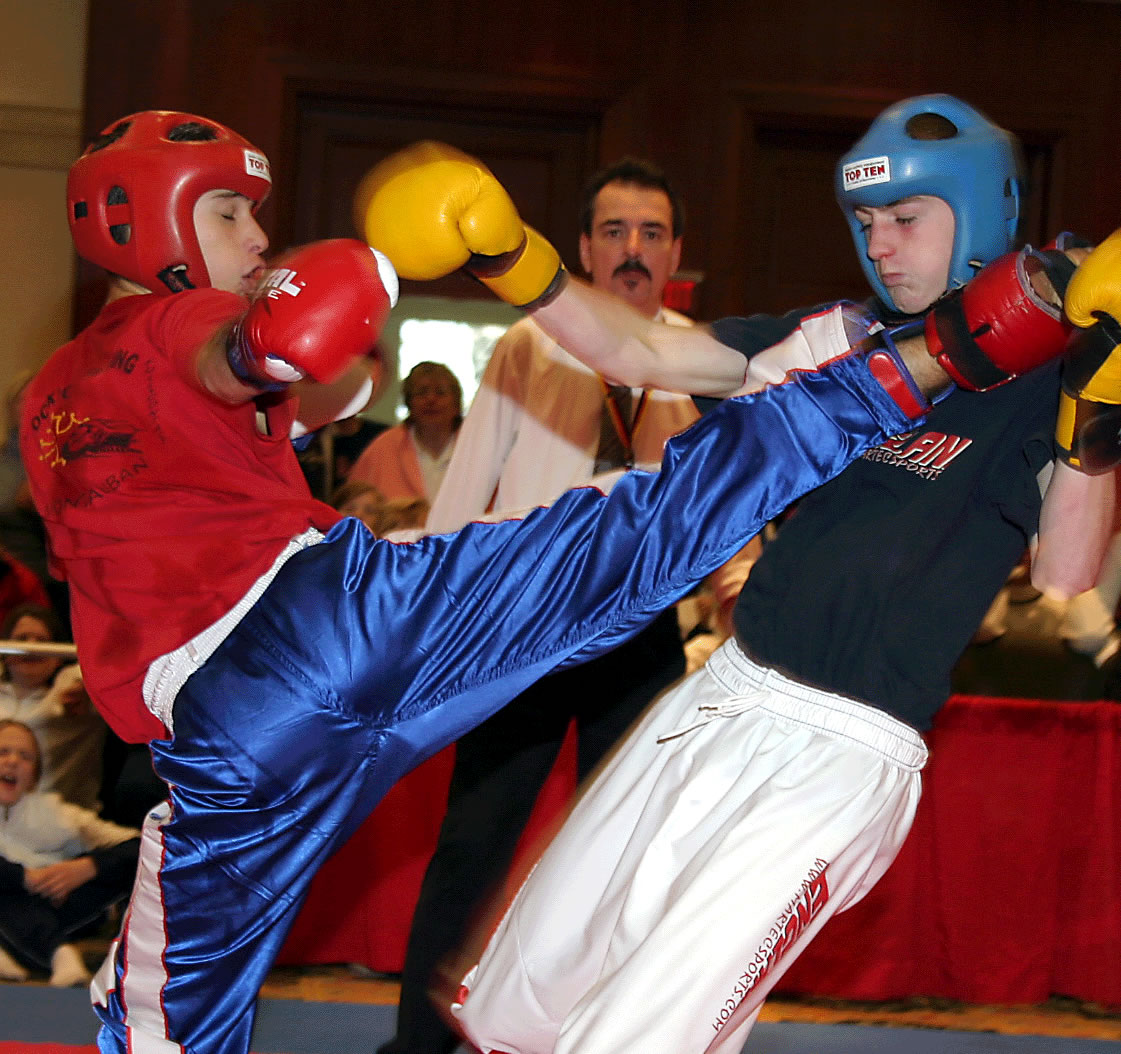
海外のアマチュアキックボクシングの試合。写真のように服やキックボクシング用の胴衣を着用することがある。日本では見られない。

団体やルールにもよるが、通常はボクシングのトランクスやムエタイ同様のキックパンツ、またはキックボクシング用の長ズボンや空手着下衣をはき、防具としてヘッドギア、グローブを着用する。足には靴を履かず裸足もしくはアンクルサポーター（足首から脛を覆う薄手のストッキング状のサポーター）を着けて試合を行う場合が殆どだが、ルールによっては脛あて（レガース・レックパット）と、足を保護する靴型のプロテクター（サポーター）を着用することもある。また、負傷防止のためマウスピースとファウルカップを着用する。アマチュアのムエタイでは胴体部分に防具を身につける。

### プロ
通常はボクシングやムエタイ同様に上半身は裸体であり、国際式ボクシングのトランクスより蹴りを出しやすく、ルーズに作られたキックパンツ、またはアメリカンカラテ・キックボクシングの影響を受けた、派手なロングパンツを着用する。
以前はムエタイブランドのパンツを使う場合が多かったが、最近はオリジナルデザイン・縫製のオーダーメイドパンツを着用する選手も多い。
グローブを着用し、足には靴を履かず裸足もしくはアンクルサポーター着用で試合を行う。しかし団体またはルールによってはプロの試合でも、足を保護する靴型のプロテクターと脛あてを着用することもある。またスパーリングの場合にはヘッドギアやレガースを着用することもある。その他、腕にパープラチアット（ムエタイ選手が腕部に付けるお守り）をつける選手もいる。
着用されるグローブはタイ製のグローブが多いが、日本製のウイニングが採用される場合や、レイジェスなど薄いメキシコ製の場合もあり、規格は特定されていない。ただし、対戦者同士は同じグローブを使用する。

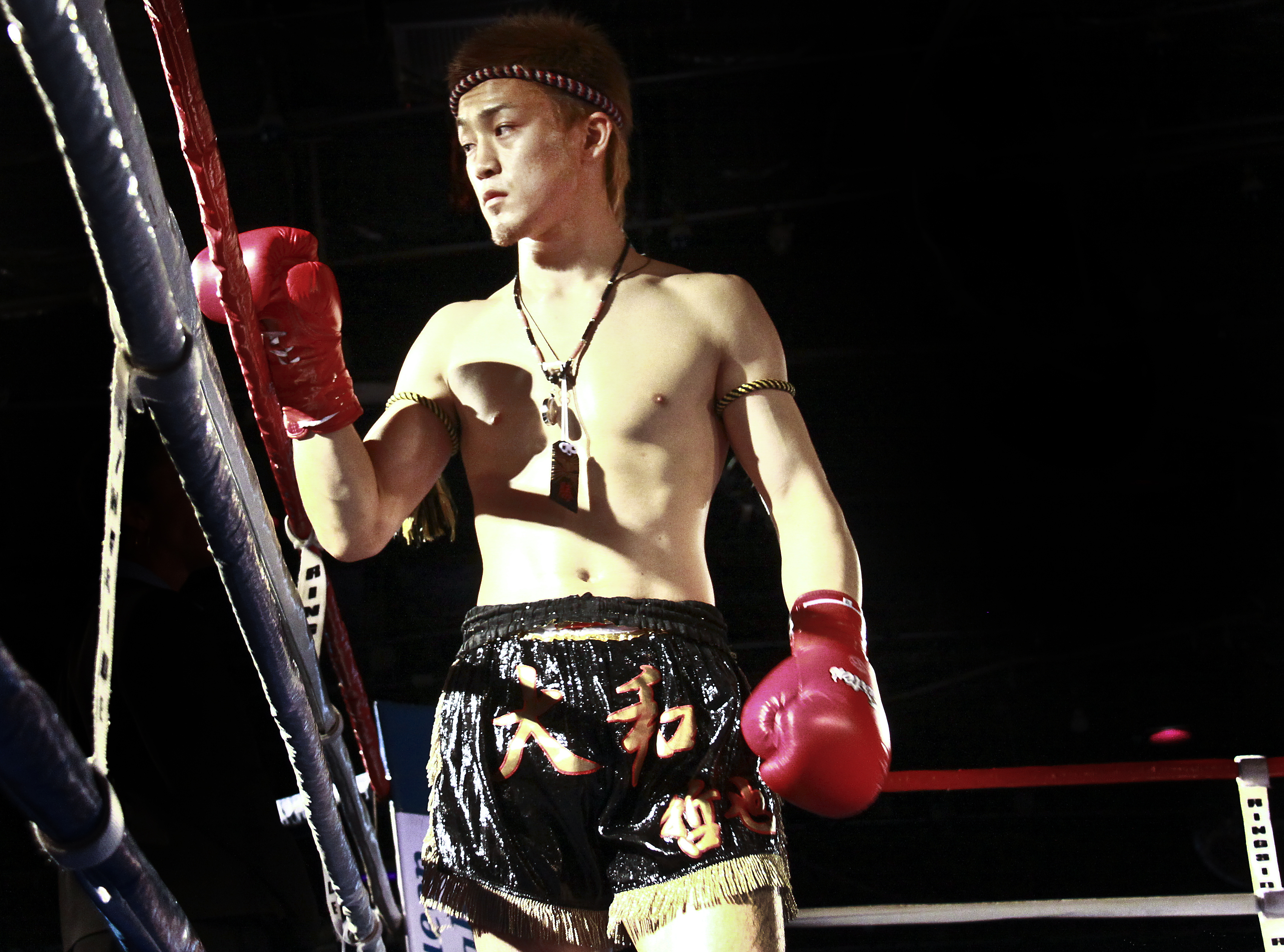
キックボクシング選手

### ブランド
主なムエタイ・キックボクシング用品のブランドとして、タイ国製のウインディ、タイサマイ、FBT、ツインズなどがある。また日本の格闘技用品業者も製造をタイのメーカーにOEM委託する場合が多いが、最近では自社で企画・製造する日本の業者も現れている。

## 主な団体

### 統括団体
- 国際競技空手協会（略称、ISKA）
- 世界キックボクシング団体協会（略称、WAKO）
- 世界キックボクシング協会（略称、WKA）

### 興行団体
- 日本キックボクシング協会
- 全日本キックボクシング協会
- SHOOT BOXING
- K-1
- RISE
- GLORY

## テレビ番組
- （YKKアワー）キックボクシング中継 - TBS系で1968年から1980年まで放送していた中継番組
- キックボクシング - 日本テレビ系で1969年 - 1971年に放送していた中継番組
- ワールドキックボクシング - NET系で1969年 - 1970年に放送していた中継番組
- ゴールデン・キックボクシング - 日本テレビ系で1970年 - 1976年に放送した中継番組（上記の『キックボクシング』と並行）
- キックボクシング中継 - 東京12チャンネルで放送していた中継番組